# Paracilicaea hanseni
Paracilicaea hanseni är en kräftdjursart som beskrevs av Stebbing1910. Paracilicaea hanseni ingår i släktet Paracilicaea och familjen klotkräftor. Inga underarter finns listade i Catalogue of Life.